# Bohuslav Kalva
Bohuslav Kalva (* 26. března 1940 Praha) je český herec, dlouholetý člen Divadla Jiřího Wolkera (dnes Divadlo v Dlouhé) v Praze. Je jedním z nejvýznamnějších českých dabérů, daboval postavy v mnoha známých filmech a seriálech. Z těch nejznámějších: Simpsonovi (doktor Dlaha), Star Wars (mistr Yoda), Taková moderní rodinka (více rolí), Vřískot (šerif Burke) nebo Toy Story: Příběh hraček (dinosaurus Rex).